# EU-Emissionshandel für Gebäude und Straßenverkehr
Der EU-Emissionshandel für Gebäude und Straßenverkehr sowie zusätzliche Sektoren (EU-EHS 2, englisch European Union Emissions Trading System 2, EU-ETS 2) ist ein voraussichtlich 2027 startendes eigenständiges Emissionshandelssystem mit dem Ziel, die durch die Nutzung von Heiz- und Kraftstoffen verursachten  CO2-Emissionen innerhalb der EU zu senken. Wie schon der bereits bestehende EU-Emissionshandel für Energie und Industrie (EU-ETS 1) ist auch der EU-ETS 2 nach dem Prinzip Cap and Trade aufgebaut. Anders als im EU-ETS 1 sind hier jedoch nicht die Verursacher von Emissionen (z. B. die Betreiber von Kohlekraftwerken) zur Abgabe von Emissionsberechtigungen (Zertifikaten) verpflichtet, sondern die Inverkehrbringer von Brennstoffen (z. B. Gasversorger). Bezogen auf den Cap-and-Trade-Ansatz bedeutet dies, dass zunächst eine jährlich sinkende Höchstmenge zulässiger Emissionen festgelegt wird (Cap), dann entsprechend viele Zertifikate herausgegeben werden und die erfassten Unternehmen Zertifikate auf einem Sekundärmarkt handeln können (Trade). Die Unternehmen sind verpflichtet, jedes Jahr so viele Zertifikate abzugeben, wie es den Emissionen entspricht, die durch die von ihnen in den Verkehr gebrachten Brennstoffe verursacht werden.
Ferner wird im EU-ETS 2 ― anders als im EU-ETS 1 ― von vornherein auf die kostenlose Vergabe von Zertifikaten verzichtet; alle Zertifikate werden versteigert. Die daraus erzielten Erlöse müssen vollständig für gegebenenfalls sozial flankierte Klimaschutzmaßnahmen verwendet werden, zum Teil über einen neu eingerichteten Klimasozialfonds und zum Teil direkt durch die Mitgliedstaaten. Im EU-ETS 2 werden nur CO2-Emissionen erfasst und keine weiteren Treibhausgase.

## Hintergrund
Am 14. Juli 2021 legte die Europäische Kommission im Rahmen des Fit-for-55-Pakets zahlreiche Vorschläge vor, um das neue Klimaziel der EU zu erreichen, die Emissionen bis 2030 um mindestens 55 % gegenüber 1990 zu reduzieren. Dazu gehörte auch die Erhöhung des Emissions-Minderungsziels für Sektoren, die nicht durch den EU-ETS 1 abgedeckt sind, von bisher 30 % auf 40 % gegenüber 2005 sowie die Einführung eines neuen, vom EU-ETS 1 getrennten Emissionshandelssystems für Gebäude, Straßenverkehr und zusätzliche Sektoren. Ursprünglich war der Start des neuen Systems für 2026 vorgeschlagen. Im Dezember 2022 kam es in dieser Angelegenheit zu einer Einigung der EU-Mitgliedsstaaten, der EU-Kommission und des EU-Parlaments. Die Beschlüsse wurden mit der am 10. Mai 2023 in Kraft getretenen novellierten Emissionshandelsrichtlinie veröffentlicht.

## Vorbereitungsphase und Start
Bereits seit 2024 läuft eine dreijährige Vorbereitungsphase, in der die erfassten Unternehmen zur Mitteilung der Emissionen verpflichtet sind. Ab 2026 gelten ausgeweitete Überwachungs- und Berichterstattungsvorgaben im Rahmen eines sogenannten Compliance Cycle, der ähnlich dem des EU-ETS 1 gestaltet sein soll.
Der EU-ETS 2 soll 2027 vollumfänglich in Kraft treten. Es ist aber bei hohen Öl- oder Gaspreisen eine einmalige Verschiebung um ein Jahr auf 2028 möglich. Die EU-Kommission soll bis zum 15. Juli 2026 veröffentlichen, ob die Öl- oder Gaspreise bestimmte dafür festgelegte Schwellen überschreiten.
Die Zertifikate müssen von den verpflichteten Unternehmen bis zum 31. Mai des Folgejahres abgegeben werden, bei planmäßiger Einführung des EU-ETS 2 im Jahr 2027 also erstmalig bis zum 31. Mai 2028.
Das deutsche nationale Emissionshandelssystem soll 2027 in den EU-ETS 2 übergeleitet werden.

## Erfasste Sektoren und Unternehmen
Erfasst werden CO2-Emissionen aus den Sektoren Gebäude und Straßenverkehr sowie aus zusätzlichen Sektoren. Mit den zusätzlichen Sektoren sind Energie- und Industrieanlagen gemeint, die aufgrund ihrer Größe nicht vom EU-ETS 1 erfasst werden.
Nicht enthalten sind der Luft- und Seeverkehr, da diese Bereiche bereits vom EU-ETS 1 abgedeckt werden. Ebenfalls nicht enthalten sind der Brennstoffverbrauch in der Land- und Forstwirtschaft und in anderen Verkehrsbereichen außerhalb des Straßenverkehrs, wie z. B. bei nicht elektrifizierten Zügen.
Die EU-Kommission erwartete 2021, dass ca. 11.400 Inverkehrbringer vom EU-ETS 2 erfasst werden, davon ca. 7.000 Steuerlager für Öl, ca. 1.400 Versorger für Gas und ca. 3.000 Versorger für Kohle. Mittlerweile wird eine tendenziell höhere Teilnehmerzahl erwartet.

## Ausgestaltung
Im EU-ETS 2 wird ein Upstream-Ansatz verfolgt, d. h. abgabepflichtig sind die Inverkehrbringer von Brennstoffen, deren Verwendung dann zu CO2-Emissionen führen. Darin unterscheidet sich der EU-ETS 2 strukturell vom 2005 eingeführten EU-ETS 1, bei dem ein Downstream-Ansatz verfolgt wird und die (großen) Verursacher von Emissionen abgabepflichtig sind.
Es ist eine Gesamtreduktion von 43 % gegenüber 2005 in den Sektoren Gebäude und Verkehr vorgesehen. Bei den zusätzlichen Sektoren soll eine Reduktion von 42 % erreicht werden. Das Cap soll ab 2027 um einen linearen Reduktionsfaktor von 5,10 % sinken, ab 2028 von 5,38 %. Das Cap für das Jahr 2027 wurde von der EU-Kommission im Dezember 2024 festgelegt mit rund 1,04 Mrd. Zertifikaten bzw. Tonnen CO2. Die Festlegung erfolgte basierend auf den durchschnittlichen CO₂-Emissionen der Jahre 2016 bis 2018 als fiktiver Ausgangswert für 2024, der dann bis 2027 unter Berücksichtigung einer jährlichen Emissionsreduktion von 5,1 % fortgeschrieben wurde.
Alle auszugebenden Zertifikate werden versteigert. Die Menge der zu versteigernden Zertifikate wird im ersten Jahr über ein sogenanntes Frontloading um 30 % erhöht, um einen reibungslosen Einstieg ohne zu große Preissprünge zu erreichen. Diese zusätzlichen Zertifikate werden dafür in den Jahren 2028 bis 2030 gekürzt (bei Verschiebung des Starts auf 2028 in den Jahren 2029 bis 2031). Außerdem wird auch für den EU-ETS 2 eine Marktstabilitätsreserve eingerichtet, die initial mit 600 Mio. Zertifikaten bestückt wird.
Für die Mitgliedsstaaten gibt es die Möglichkeit, den EU-ETS 2 vorübergehend bis 2030 zu verlassen, sofern sie nationale CO2-Steuern in den gleichen Sektoren erheben, die über den durchschnittlichen Versteigerungspreisen des EU-ETS 2 liegen.

## Einnahmenverwendung
Ein Teil der Einnahmen aus den Versteigerungen wird in den neu eingerichteten Klimasozialfonds eingespeist. Ein anderer Teil verbleibt bei den Mitgliedsstaaten.
Der Klimasozialfonds wird 2026 zunächst mit den Einnahmen aus 50 Mio. Zertifikaten des bisherigen EU-ETS 1 für Energie und Industrie bestückt, ab 2027 werden dann Erlöse aus dem EU-ETS 2 eingestellt. Insgesamt sollen von 2026 bis 2032 maximal 65 Mrd. Euro (ca. 25 % der erwarteten Einnahmen) durch den Klimasozialfonds bereitgestellt werden. Die Mittel dienen zur Förderung der Umsetzung der nationalen Klimasozialpläne in den Mitgliedstaaten, z. B. durch Maßnahmen und Investitionen, die benachteiligte Haushalte oder Kleinstunternehmen unterstützen.
Der Rest der Erlöse verbleibt bei den Mitgliedstaaten, allerdings unter der Vorgabe, die Mittel ausschließlich für Klimaschutzmaßnahmen möglichst mit einem Vorrang auf soziale Aspekte zu verwenden.

## Ausblick
Der EU-ETS 2 startet als eigenständiges und vom EU-ETS 1 getrenntes Handelssystem. Eine Verknüpfung beider Systeme ist bis 2030 nicht vorgesehen. Die EU-Kommission will bis zum 31. Oktober 2031 bewerten, ob eine Integration beider Systeme anzustreben ist.
Die EU-Kommission erwartete bei Einführung ihres ursprünglichen Vorschlags aus 2021 (der jedoch in veränderter Form beschlossen wurde) ein Preisniveau zwischen 48 und 80 Euro pro Tonne CO2. Andere Studien kommen zu erheblich größeren Preisspannen von über 100, teilweise sogar bis zu 300 Euro pro Tonne.